# Castillo de Marlés
El castillo de Marlés (en catalán: Castell de Merlès) es una antigua fortificación fronteriza ubicada en el término municipal de Santa Maria de Merlès, en la comarca del Bergadá, provincia de Barcelona, Cataluña (España). El edificio está catalogado como Bien Cultural de Interés Nacional (BCIN) con la categoría de *monumento histórico* desde el 8 de noviembre de 1988.

## Historia
El castillo tuvo una función defensiva durante la Edad Media como parte de la línea de frontera entre los condados catalanes y los territorios musulmanes. A lo largo de los siglos, la fortificación ha sufrido diversas transformaciones estructurales, conservando actualmente elementos arquitectónicos de origen medieval.

## Estado de conservación
Aunque en la actualidad se encuentra en estado de ruina parcial, algunos de sus muros, torreones y restos de dependencias son aún visibles, lo que permite identificar la estructura original del conjunto.

## Protección patrimonial
El castillo fue declarado Bien Cultural de Interés Nacional mediante resolución oficial el 8 de noviembre de 1988. Su referencia en el Inventario General del Patrimonio Cultural de España es **RI-51-0005700**.

## Descripción
Está situado sobre un peñasco en la orilla izquierda de la riera de Merlès, sobre la parroquia de Santa María de Merlès. Su resto se compone un único trozo de pared, arriba de un peñasco. La pared es de hiladas bastante regulares, de sillares no muy grandes y asentada sobre la roca. En el centro del muro se abre un ventanal con aspillera.

## Historia
El castillo se encuentra documentado en el 893 en el acta de consagración de la iglesia de Santa María de Merlès donde se lee «como las aguas vierten al valle con el castillo de Merlès tal como en tiempo antiguo fue construido con todas las villas y aldeas que hay dentro de su término». Esta noticia permite afirmar que el castillo es anterior a la repoblación del conde Guifré si bien no se puede dilucidar si su construcción se debe a la repoblación del conde Borrell de Cerdaña (798), o se trata de un castillo del bajo imperio romano o de la época hispano-visigoda.
Su término comprendía las dos vertientes del valle del actual torrente de Merlès e inicialmente estaba adscrito al territorio del Bergadá y, más tarde, al condado de Berga. A mediados del siglo X, antes del año 955, el término se dividió por el medio del río, pasando el margen izquierdo al condado de Osona-Manresa y el derecho al condado de Berga. Por tanto, el castillo tenía su término dividido en dos condados. El dominio eminente del castillo estaba en manos de los condes de Barcelona por la parte del condado de Osona y los condes de Cerdaña la parte de Berga. Esta dualidad de dominios se refundió a principios del siglo XII, cuando el patrimonio de los condes de Cerdaña se incorporó al de los condes de Barcelona.
El dominio feudal del castillo de Marlás fue unido siempre al de Lluçà y formó parte de la baronía de Lluçà. La familia de vicarios condales del castillo de Marlás se apellidaba Lluçà, mientras que la familia Merlés fueron los castellanos.
El 1256, Elisenda de Lluçà se casó con Bernat de Portella, de este modo el dominio del castillo pasó a manos de la familia Portella o Saportella. Después de un siglo, los bienes de la familia pasaron a Pere de Fenollet, vizconde de Illa en un momento anterior a 1350. La baronía, a lo largo del tiempo pasó por varias familias hasta que, en 1611, la familia Agulló la vendió al rey, incorporándose definitivamente a la corona.

## Arquitectura
Queda solamente los restos de un muro, fundamentado sobre las rocas y encarado a tramontana. En el centro del muro hay abierto un ventanal aspillera. El muro tiene unos 6,80 m de largo, 5 m de altura en el punto más alto y un espesor de 70 cm. El aparato constructivo, de aspecto muy ordenado, es de sillares no muy grandes bien escuadrados en dos hiladas, una externa y otra interna. Estos sillares se disponen en hileras horizontales unidos con un mortero de color grisáceo muy compacto, compuesto de arena muy fina mezclada con cal y grava.
En la cima del bancal donde se yerguen las ruinas del castillo, hay varios vestigios —huecos redondos, encajes, etc.— que podrían corresponder a infraestructuras para sostener las construcciones de madera.